# H.M. 와이넌트
H.M. 와이넌트(H. M. Wynant, 1927년 2월 12일 ~ )는 미국의 배우, 텔레비전 배우이다.
디트로이트에서 태어났다.

## 방송
- 페리 메이슨

## 영화
- 다크 앤 스토미 나잇 (2009년)
- 어제는 거짓말이었다 (2008년)
- 트레일 오브 더 스크리밍 포헤드 (2007년)
- 다이아몬드 여왕 (1988년)
- 외계인 가족 소동 (1981년)
- 달라스 (1978년)
- 형사 Q (1976년)
- 혹성 탈출 4 - 노예들의 반란 (1972년) - 호스킨스 역
- 말로우 (1969년)
- 하와이 5-0수사대 (1968년)
- 0011 나폴레옹 솔로 - 헬리콥터 스파이스 (1968년)
- 배트맨 - 66년 TV 시리즈 (1966년)
- 제5전선 (1966년)
- 우리 생애 나날들 (1965년)
- 겟 스마트 (1965년)
- 서부를 향해 달려라 (1965년)
- 가는 실 (1965년)
- 첩보원 0011 (1964년)
- 잇 해펀드 앳 더 월드 페어 (1963년)
- 전투 (1962년)
- 추격 (1959년)
- 선셋 77번가 (1958년)
- 클라크게이블의 위대한 승리 (1958년)
- 페리 메이슨 (1957년)
- 선다운의 결전 (1957년)
- 화살의 질주 (1957년)
- 딜론 보안관 (1955년)
- 샤이안 (1955년)
- 디즈니랜드 (1954년) - 얀시 역